# Andrena senex
Andrena senex är en biart som beskrevs av Eduard Friedrich Eversmann 1852. Andrena senex ingår i släktet sandbin, och familjen grävbin. Inga underarter finns listade i Catalogue of Life.